# Benirredrà
Benirredrà (spanisch Benirredrá) ist eine spanische Gemeinde (Municipio) mit 1.561 Einwohnern (Stand: 2024) in der Valencianischen Gemeinschaft, in der Comarca La Safor.

## Lage
Benirredrà liegt nahe der Costa del Azahar (Mittelmeerküste) in einer Höhe von ca. 25 m. Die Provinzhauptstadt Valencia liegt etwa 60 Kilometer in nordnordwestlicher Richtung. 

## Geschichte
| Jahr      | 1900 | 1930  | 1950 | 1960 | 1970 | 1981 | 1991 | 2001  | 2011  | 2021  |
| --------- | ---- | ----- | ---- | ---- | ---- | ---- | ---- | ----- | ----- | ----- |
| Einwohner | 563  | 1.002 | 816  | 938  | 950  | 848  | 901  | 1.260 | 1.655 | 1.547 |

## Kultur und Sehenswürdigkeiten
- Laurentiuskirche (Església de Sant Llorenç Màrtir)
- Herz-Jesu-Stiftskirche
- Antoniuskapelle

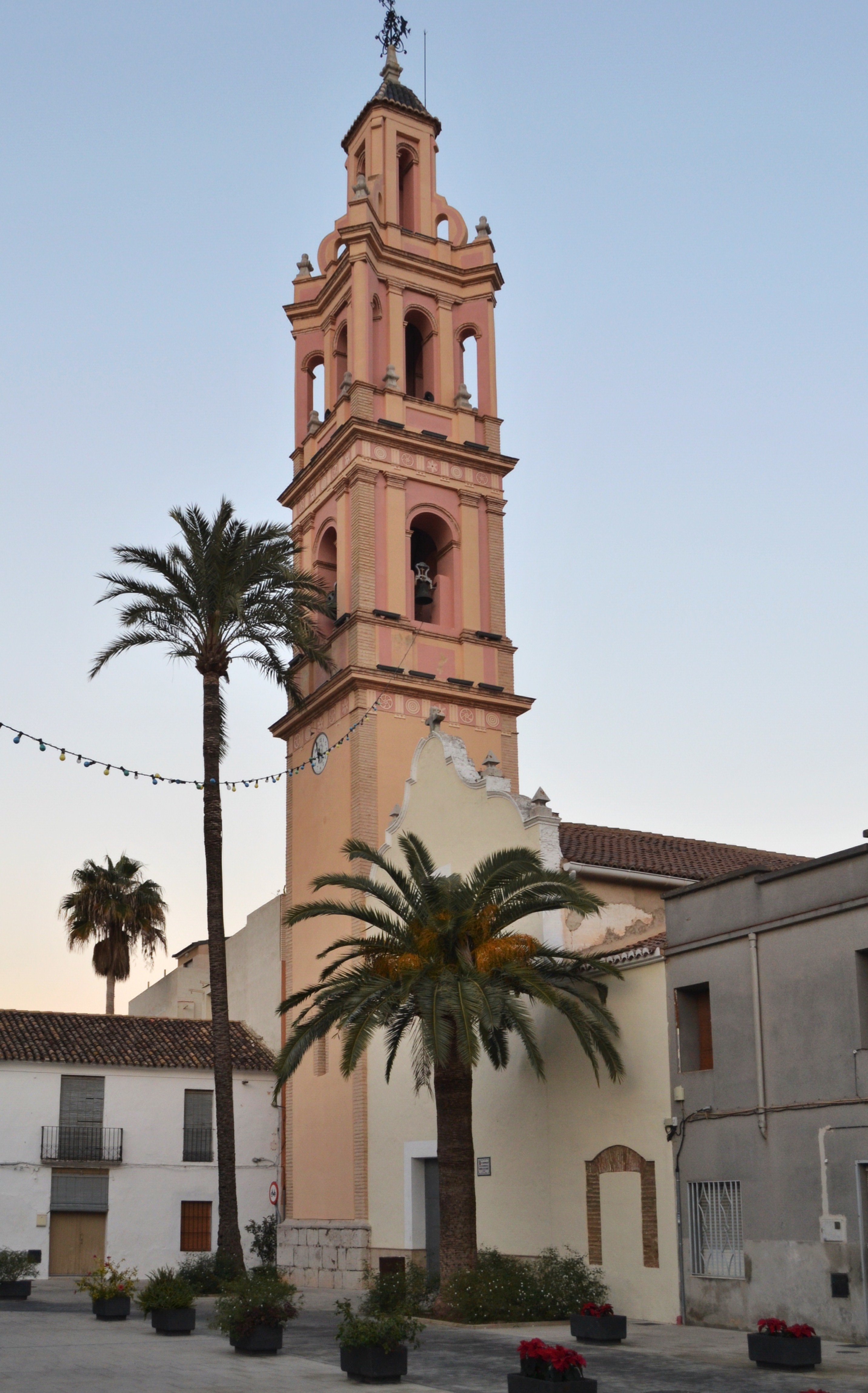
Laurentiuskirche
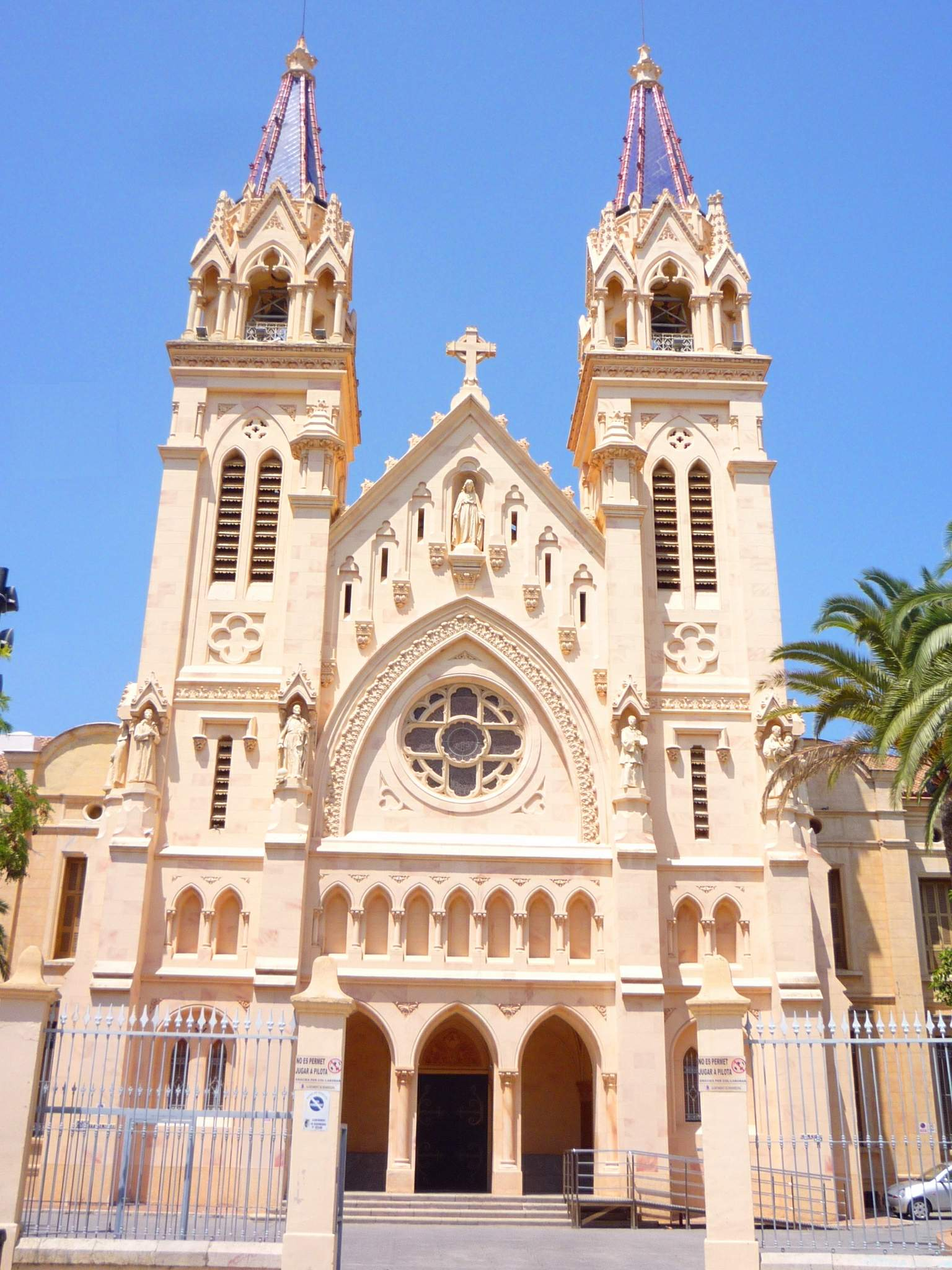
Herz-Jesu-Stiftskirche
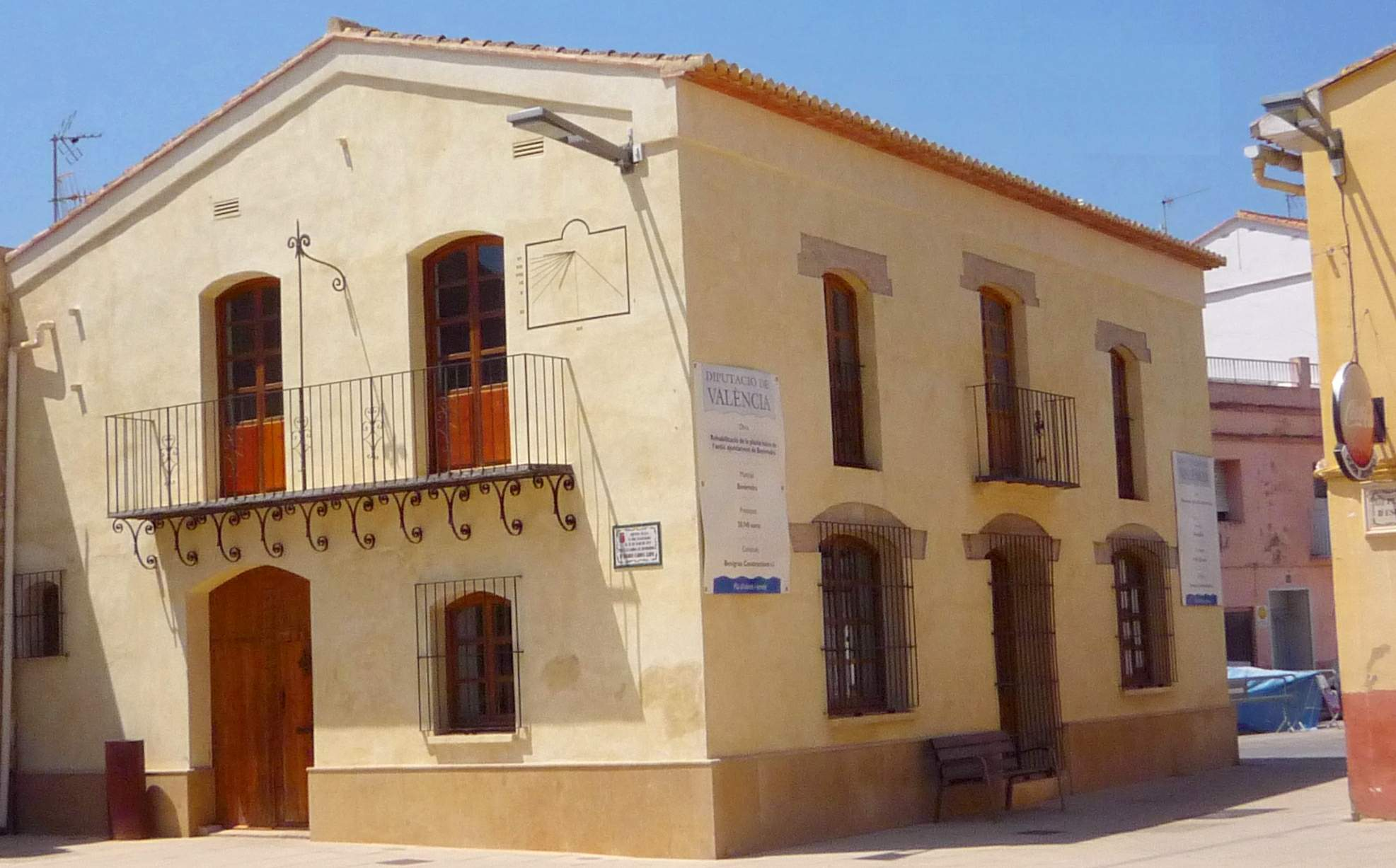
Rathaus